# Shamba

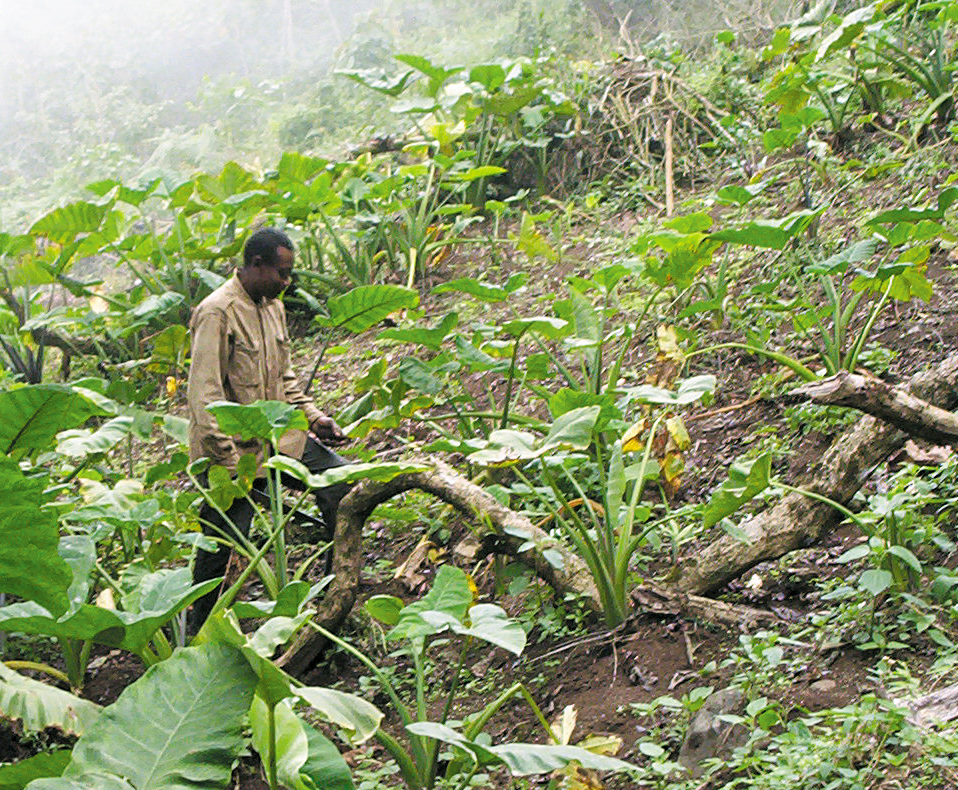
Agricultor em um shamba de cocoyam no Monte Fako

Shamba (suaíli para 'plantação'; pl. Mashamba) é um sistema agroflorestal praticado na África Oriental, particularmente no Quênia. Nestas terras combinam-se várias culturas: banana, feijão, inhame e milho, a que se juntam recursos madeireiros, apicultura, ervas medicinais, cogumelos, frutos da floresta, forragem para o gado, etc. Graças a essa policultura, os agricultores obtêm uma maior participação na renda, alimentação e emprego. Além disso, é mais sustentável e gera uma pegada ecológica menor do que as monoculturas.
O sistema foi criado no Quênia em meados do século 19 para ampliar o cultivo da terra e atender a demanda por lenha. Um estudo de 2009 estimou que no Quênia, onde o estado possui essas plantações, existem cerca de 160.000 hectares de shambas. No entanto, a gestão das shambas foi manchada pela corrupção, que as associações de agricultores quenianos denunciaram em muitas ocasiões. Grandes áreas arborizadas foram autorizadas a serem convertidas em terras agrícolas. Além disso, a introdução de espécies não nativas, como eucalipto ou cipreste, tem sido um problema. Wangari Maathai pediu "não sacrificar as florestas nativas às custas de plantações exóticas".